# Norton Knatchbull, 3. jarl Mountbatten af Burma
Norton Louis Philip Knatchbull, 3. jarl Mountbatten af Burma, 8. baron Brabourne (født 8. oktober 1947), kendt indtil 2005 som Lord Romsey og i 2005–2017 som The Lord Brabourne (egentlig: 8. baron Brabourne), er en britisk adelsmand, der er tiptipoldesøn af dronning Victoria af Storbritannien, og som er grandfætter til den britiske tronfølger Charles, prins af Wales. Hans mor var kusine til prinsgemalen Prins Philip, hertug af Edinburgh. 
Den 13. juni 2017 blev Norton Knatchbull overhoved for Mountbatten af Burma-grenen af Huset Battenberg.

## Forældre
Norton Knatchbull er det ældste barn af Patricia Knatchbull, 2. grevinde Mountbatten af Burma (1924–2017) og John Knatchbull, 7. baron Brabourne (1924–2005).

## Slægt
Norton Knatchbull er det ældste barnebarn (dattersøn) af krigshelten Louis Mountbatten, 1. jarl Mountbatten af Burma. Louis Mountbatten (1900–1979) var den sidste britiske vicekonge i Indien (februar–august 1947), og han var landets generalguvernør i august 1947–juni 1948.
Louis Mountbatten og nogle af hans familiemedlemmer blev myrdede af IRA, da de var på fisketur ud for  Sligo på Irlands vestkyst den 27. august 1979. 
Louis Mountbatten var oldesøn af dronning Victoria af Storbritannien, og han var morbror til prinsgemalen Prins Philip, hertug af Edinburgh. Louis Mountbatten var kendt som mentor for tronfølgeren Charles, prins af Wales, der er prins Philips's ældste søn.

## Familie
Norton Knatchbull er gift med Penelope Meredith Eastwood (født 1953). De har fået tre børn:
- Nicholas Louis Charles Norton Knatchbull, Lord Brabourne (født 1981). Nicholas Knatchbull kan vælge mellem høflighedstitlerne Lord Brabourne og Lord Romsey.
- Lady Alexandra Victoria Edwina Diana Knatchbull (født 1982), gift med Thomas Hooper i 2016.
- Den ærede Leonora Louise Marie Elizabeth Knatchbull (1986–1991). Leonora Knatchbull døde af kræft, da hun var fem år gammel. I 1994 blev Leonora Children's Cancer Fund oprettet.

## Titler
- 8. oktober 1947 – 27. august 1979: Den ærede Norton Knatchbull
- 27. august 1979 – 23. september 2005: Lord Romsey
- 23. september 2005 – 13. juni 2017: Den meget ærede The Lord Brabourne (egentlig: 8. baron Brabourne)
- 13. juni 2017 – nu: Den meget ærede Jarlen Mountbatten af Burma (egentlig: 3. jarl Mountbatten af Burma)